# Ušní svrab

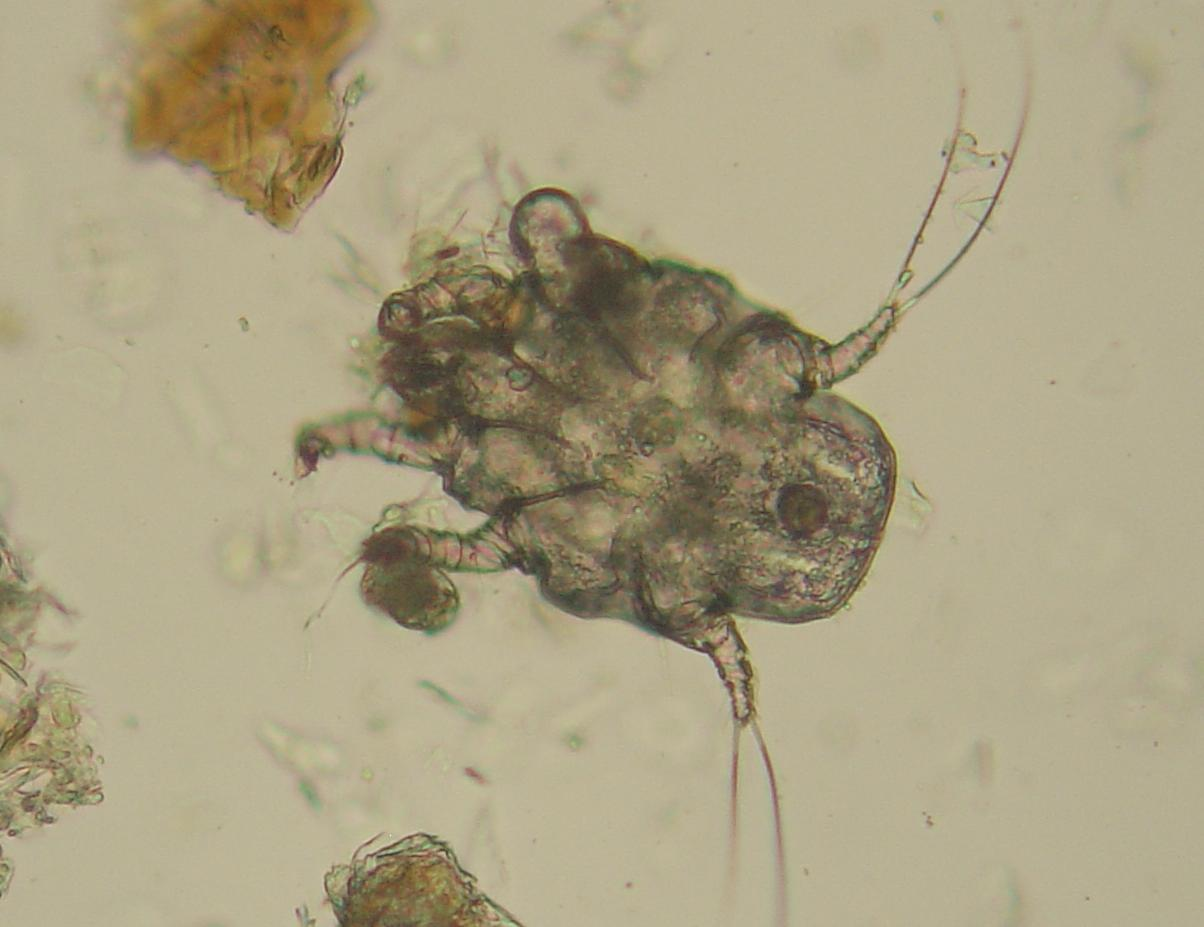
Původce ušního svrabu psů, koček a fretek - Otodectes cynotis

Ušní svrab, nebo také ušní prašivina, je onemocnění zevního zvukovodu zvířat, způsobené parazitickými roztoči z čeledi Prosoptidae. Původcem ušního svrabu psů a koček je strupovka ušní (Otodectes cynotis), která napadá i fretky, lišky a ostatní šelmy. U králíků může v uších parazitovat jiný roztoč, Prosoptes cuniculi. Nemoc se projevuje intenzivním svěděním a v pokročilých stadiích se může objevit i páchnoucí výtok z uší a hnisavý zánět zvukovodu, který může vést až k proděravění bubínku a rozšířením infekce do středního i vnitřního ucha a mozku. U mnoha zvířat, zvláště koček a lišek, mírnější forma nemoci probíhá bezpříznakově.

## Původce
Roztoči z čeledi Prosoptidae jsou příbuzní zákožkám, které napadají i člověka (zákožka svrabová), na rozdíl od nich ale neparazitují v kůži, ale na jejím povrchu. Nezpůsobují tloustnutí kůže, ale tvorbu strupů. Strupovka ušní dosahuje velikosti asi 0,5 mm, je možno ji proto spatřit i pouhým okem. Samička klade vajíčka na kůži hostitele, vývojový cyklus (doba, za kterou samička z nakladeného vajíčka začne klást vlastní) trvá asi tři týdny. Paraziti se živí odloupanými buňkami pokožky, nesají krev.
Dospělí roztoči jsou pohybliví a mohou jistou dobu přežít i bez hostitele.

## Rozšíření
Ušní svrabem mohou onemocnět všechny šelmy. Z domácích zvířat je nejčastěji diagnostikován u koček, trpí jím většina divoce žijících koček, u kterých ale většinou nezpůsobuje žádné obtíže. Klinicky se projevuje zejména u zanedbaných koťat nebo starších jedinců. Nicméně u domácí kočky je ušní svrab příčinou 60-70% zánětů zvukovodu. Na výstavách jsou kočky, které mají jakkoliv znečištěn zevní zvukovod, diskvalifikovány. U psů je naproti tomu ušní svrab příčinou asi jen 5% všech zánětů zvukovodu, na rozdíl od koček se u něj ale příznaky objevují dříve.

## Příznaky
Zdá se, že svědění, které u některých zvířat provází infekci otodektovým svrabem, je způsobeno alergickou reakcí na přítomnost roztočů, spíše než parazitem samotným. U některých zvířat mohou příznaky vyvolat už dva roztoči, u jiných se objeví až při těžkém napadení nebo vůbec. Svědění se u zvířat projevuje intenzivním škrábáním, které může vést až k poraněním, a třepáním hlavou.
Přítomnost parazitů také stimuluje tvorbu ušního mazu, který je nápadně tmavý, připomíná kávovou sedlinu. Strupy a maz obsahují živé roztoče a jsou proto infekční pro ostatní vnímavá zvířata, na člověka tento svrab není přenosný. Neléčený svrab může vést k těžkým hnisavým zánětům zvukovodu, které mohou postihnout i bubínek nebo se šířit dále do středního ucha a dále.
Léčbou je pravidelné čištění ucha antiparazitárními přípravky a odstraňování ušního mazu a strupů. Terapie musí pokračovat aspoň 30 dní, tedy i poté, co příznaky ustoupí. I jediná přežívající samička totiž vyvolá svrab. V pokročilejších fázích nemoci, při druhotných bakteriálních infekcích, jsou indikována antibiotika. Samozřejmostí je přeléčení ostatních zvířat žijících v domácnosti, protože ušní svrab je nakažlivý a počínající infekce nemusí být zjistitelná. Proti ušnímu svrabu jsou účinná i celková antiparazitika ve formě sprejů nebo spot-on na zátylek, nebo prostředky proti blechám.
Objeví-li se u domácího zvířete svědění nebo výtok ze zvukovodu, je nutné navštívit veterináře. Výše popisované příznaky mohou být způsobené i jinými druhy roztočů, kvasinkami nebo plísněmi.